# 齿痕露齿螺
齿痕露齿螺（学名：Ringicula niinoi）为露齿螺科露齿螺属的动物。分布于日本，包括东海等海域，属于温性种类。其常栖息于潮下带水深50-170米的细砂质底。